# Gladde naaldslak
De gladde naaldslak (Platyla polita) is een slakkensoort uit de familie van de Aciculidae. De wetenschappelijke naam van de soort werd in 1840 voor het eerst geldig gepubliceerd door Johann Daniel Wilhelm Hartmann.

## Kenmerken
Het huisje van deze landslak is 2,6 tot 3,4 mm hoog en 1,05 tot 1,25 mm breed. Het is cilindrisch-torenvormig met 5 (tot 6) kransen en heeft een stompe top. De kransen zijn plat en worden van elkaar gescheiden door een diepe naad. De zijlijn is bijna recht. De laatste krans stijgt iets bij de mond van de spiraallijn. De roodbruine schaal is zeer stabiel en transparant. Het oppervlak is glad en zeer glanzend in het levende dier. Lege behuizingen worden echter snel melkachtig. De mond is ovaal met een licht verstevigde mondrand. Aan de binnenkant wordt een zwakke lip gevormd, evenals een sterke, gladde nekuitstulping die steil naar achteren (binnen) valt. 
Het zachte lichaam van het dier is licht en doorschijnend, de voelsprieten zijn donkergrijs tot zwartgrijs. Ze schijnen door de schaal wanneer het dier zich in de behuizing heeft teruggetrokken. Het is een van de weinige Nederlandse landslakken met een afsluitplaatje (operculum) in de mondopening. 

## Verspreiding en leefgebied
Het verspreidingsgebied van deze slakkensoort strekt zich uit van Spanje, Frankrijk, Duitsland, Zwitserland, Oostenrijk, Tsjechië, Polen, Slowakije en Hongarije tot West-Rusland en Oekraïne, maar meestal in kleine, niet-aaneengesloten exemplaren. Het meest zuidelijke komt voor in het westen van Noord-Afrika, het meest noordelijke in Denemarken, Zuid-Zweden (Schönen) en oostwaarts naar Litouwen en West-Rusland (St. Petersberg). In het zuidoosten is de soort tot nu toe gedocumenteerd tot in Roemenië en Bulgarije. In het midden Pleistoceen kwam de soort ook voor in Engeland. In Nederland komt deze soort alleen voor in zuid Limburg.
De soort geeft de voorkeur aan matig vochtige bossen of puinhellingen, waar hij leeft onder bladafval, dood hout, onder stenen of mos op nogal alkalische bodems.